# Vít Blažej
Vít Blažej (Praga, 15 dicembre 1978) è un ex giocatore di calcio a 5 ceco.

## Carriera
In virtù del terzo posto conquistato dalla Rep. Ceca nelle edizioni 2003 e 2010, Blažej condivide con Dlouhý il primato di medaglie vinte al campionato europeo da un calcettista ceco. A livello di club, ha giocato in patria con VŠB Ostrava, Jistebník – con il quale vinse la Futsal Liga 2001-02 – e Tango Brno; inoltre, ha militato nel campionato slovacco con Slov-Matic FOFO e Pinerola e in quello russo con il Tjumen'. Nel 2005 Blažej è stato premiato come miglior calcettista ceco.

## Palmarès
- Campionato ceco: 1
Jistebník: 2001-02
- Campionato slovacco: 1
Slov-Matic FOFO: 2005-06
- Coppa della Slovacchia: 1
Slov-Matic FOFO: 2005-06